# Deuxième district congressionnel de l'État de New York
Le 2e district congressionnel de New York est un district situé le long de la rive sud de Long Island, dans l'État de New York. Il comprend le sud-ouest du Comté de Suffolk et une petite partie du sud-est du Comté de Nassau. Le district est actuellement représenté par le Républicain Andrew Garbarino.
De 2003 à 2013, il comprenait toute la ville de Huntington et certaines parties des villes de Babylon, Islip et Smithtown dans le Comté de Suffolk ainsi qu'une partie de la ville d'Oyster Bay dans le Comté de Nassau. Il comprenait des communautés telles que Bay Shore, Brentwood, Central Islip, Commack, Deer Park, Dix Hills, Huntington, Melville, North Amityville, Northport, Oakdale, Plainview, Ronkonkoma, Sayville et Wyandanch. Une grande partie de cette zone constitue désormais le 3e district, tandis que la majeure partie du territoire actuellement dans le 2e district était située dans le 3e district.
Selon les outils de profil des électeurs de l'APM Research Lab (présentant l'enquête sur la communauté américaine 2019 du Bureau du recensement des États-Unis), le district comptait environ 512 000 électeurs potentiels (citoyens âgés de 18 ans et plus). Parmi eux, 68 % sont blancs, 17 % latinos et 10 % noirs. Les immigrants représentent 15 % des électeurs potentiels de la circonscription. Le revenu médian des ménages (avec un ou plusieurs électeurs potentiels) du district est d'environ 109 400 $. Quant au niveau d'éducation des électeurs potentiels de la circonscription, 32 % sont titulaires d'un baccalauréat ou d'un diplôme supérieur.

## Composition
Les villes du Comté de Nassau dans le 2e district incluent Oyster Bay et East Massapequa.
Les villes du Comté de Suffolk incluent :
| Amityville Babylon Lindenhurst Captree Deer Park East Farmingdale Gilgo North Amityville North Babylon North Lidenhurst Oak Beach West Babylon Wheatley Heights Wyandanch Copiague Harbor Brightwaters Fire Island Pines | Islandia Ocean Beach Saltaire Bay Shore Bayport Baywood Bohemia Brentwood Central Islip East Islip Great River Hauppauge Holbrook Holtsville Islip Islip Terrace Cherry Grove | Kismet Lake Ronkonkoma Lonelyville North Bay Shore North Great River Oakdale Ronkonkoma Sayville West Bay Shore West Islip West Sayville Dunewood Fair Harbor Blue Point Patchogue East Patchogue Point O'Woods | North Patchogue Medford Hagerman North Bellport Bellport Brookhaven South Haven Shirley Mastic Mastic Beach Moriches East Moriches Center Moriches Manorville Eastport Davis Park Water Island Ocean Bay Park |

## Historique de vote
| Année | Poste     | Résultats               |
| ----- | --------- | ----------------------- |
| 1992  | Président | Bush 40,0 % – 40,0 %    |
| 1996  | Président | Clinton 54,0 % – 34,0 % |
| 2000  | Président | Gore 57,0 % – 39,0 %    |
| 2004  | Président | Kerry 53,0 % – 45,0 %   |
| 2008  | Président | Obama 51,0 % – 48,0 %   |
| 2012  | Président | Obama 52,0 % – 47,0 %   |
| 2016  | Président | Trump 53,0 % – 44,0 %   |
| 2020  | Président | Trump 51,0 % – 47,0 %   |

## Liste des Représentants du district

### 1789 - 1805: Un Siège
| Membre                          | Parti                 | Années                    | Congrès  | Histoire électorale                           |
| ------------------------------- | --------------------- | ------------------------- | -------- | --------------------------------------------- |
| District établit le 4 mars 1789 |                       |                           |          |                                               |
| John Laurance (en)              | Pro-Administration    | 4 mars 1789 - 3 mars 1793 | 1er , 2e | Élu en 1789. Réélu en 1790. Retrait.          |
| John Watts (en)                 | Pro-Administration    | 4 mars 1793 - 3 mars 1795 | 3e       | Élu en 1793. Perd sa réélection.              |
| Edward Livingston               | Républicain-Démocrate | 4 mars 1795 - 3 mars 1801 | 4e - 6e  | Élu en 1794. Réélu en 1796. Réélu en 1978.    |
| Samuel L. Mitchill              | Républicain-Démocrate | 4 mars 1801 - 3 mars 1803 | 7e       | Élu en 1800. Redécoupage vers le 3e district. |
| Joshua Sands (en)               | Parti fédéraliste     | 4 mars 1803 - 3 mars 1805 | 8e       | Élu en 1802. Retrait.                         |

### 1805 - 1809: Deux Sièges sur un seul ticket avec le3edistrict
| 9e,10e | 4 mars 1805 - 3 mars 1809 | Gurdon S. Mumford (en) | Républicain-Démocrate | Daniel D. Tompkins a été élu en 1804 mais refusa le siège lorsque nommé à la Cour Suprême de New York. Élu pour commencer le mandat de Tompkins. Réélu en 1806. | George Clinton Jr. (en) | Républicain-Démocrate | Samuel L. Mitchill (précédemment du 3e district) fut réélu en 1804 mais démissionne le 22 novembre 1804 lorsqu'élu Sénateur. Élu pour commencer le mandat de Mitchell. Réélu en 1806. Les districts furent séparés à nouveau, et un second siège fut ajouté vers le 2e district. |

### 1809 - 1823: Deux Sièges
| Congrès | Années                        |                                                                                                  | Siège A                                                                                          | Siège A                                                                                          | Siège A                                                                                          |                                                                                                  | Siège B                                                                                          | Siège B                                                                                          | Siège B |
| Congrès | Années                        | Membre                                                                                           | Parti                                                                                            | Histoire électorale                                                                              | Membre                                                                                           | Parti                                                                                            | Histoire électorale                                                                              |                                                                                                  |         |
| ------- | ----------------------------- | ------------------------------------------------------------------------------------------------ | ------------------------------------------------------------------------------------------------ | ------------------------------------------------------------------------------------------------ | ------------------------------------------------------------------------------------------------ | ------------------------------------------------------------------------------------------------ | ------------------------------------------------------------------------------------------------ | ------------------------------------------------------------------------------------------------ | ------- |
| 11e     | 4 mars 1809 - 1810            | Gordon S. Mumford (en)                                                                           | Républicain-Démocrate                                                                            | Réélu en 1808.                                                                                   | William Denning (en)                                                                             | Républicain-Démocrate                                                                            | Élu en 1808. Démissionne.                                                                        |                                                                                                  |         |
| 11e     | 1810 - 4 décembre 1810        | Gordon S. Mumford (en)                                                                           | Républicain-Démocrate                                                                            | Réélu en 1808.                                                                                   | Vacant                                                                                           | Vacant                                                                                           |                                                                                                  |                                                                                                  |         |
| 11e     | 4 décembre 1810 - 3 mars 1811 | Gordon S. Mumford (en)                                                                           | Républicain-Démocrate                                                                            | Réélu en 1808.                                                                                   | Samuel L. Mitchill                                                                               | Républicain-Démocrate                                                                            | Élu pour terminer le mandat de Denning et intronisé le 4 décembre 1810. Réélu le même jour.      |                                                                                                  |         |
| 12e     | 4 mars 1811 - 3 mars 1813     | William Paulding Jr.                                                                             | Républicain-Démocrate                                                                            | Élu en 1810.                                                                                     | Samuel L. Mitchill                                                                               | Républicain-Démocrate                                                                            | Élu pour terminer le mandat de Denning et intronisé le 4 décembre 1810. Réélu le même jour.      |                                                                                                  |         |
| 13e     | 4 mars 1813 - 2 août 1813     | Egbert Benson (en)                                                                               | Parti fédéraliste                                                                                | Élu en 1812. Démissionne.                                                                        | Jotham Post Jr. (en)                                                                             | Parti fédéraliste                                                                                | Élu en 1812.                                                                                     |                                                                                                  |         |
| 13e     | 2 août 1813 - 22 janvier 1814 | Vacant                                                                                           | Vacant                                                                                           |                                                                                                  | Jotham Post Jr. (en)                                                                             | Parti fédéraliste                                                                                | Élu en 1812.                                                                                     |                                                                                                  |         |
| 13e     | 22 janvier 1814 - 3 mars 1815 | William Irving (en)                                                                              | Républicain-Démocrate                                                                            | Élu pour terminer le mandat de Benson. Réélu en 1814. Réélu en 1816.                             | Jotham Post Jr. (en)                                                                             | Parti fédéraliste                                                                                | Élu en 1812.                                                                                     |                                                                                                  |         |
| 14e     | 4 mars 1815 - 3 mars 1817     | William Irving (en)                                                                              | Républicain-Démocrate                                                                            | Élu pour terminer le mandat de Benson. Réélu en 1814. Réélu en 1816.                             | Peter H. Wendover (en)                                                                           | Républicain-Démocrate                                                                            | Élu en 1814. Réélu en 1816. Réélu en 1818.                                                       |                                                                                                  |         |
| 15e     | 4 mars 1817 - 3 mars 1819     | William Irving (en)                                                                              | Républicain-Démocrate                                                                            | Élu pour terminer le mandat de Benson. Réélu en 1814. Réélu en 1816.                             | Peter H. Wendover (en)                                                                           | Républicain-Démocrate                                                                            | Élu en 1814. Réélu en 1816. Réélu en 1818.                                                       |                                                                                                  |         |
| 16e     | 4 mars 1819 - 3 mars 1821     | Henry Meigs (en)                                                                                 | Républicain-Démocrate                                                                            | Élu en 1818.                                                                                     | Peter H. Wendover (en)                                                                           | Républicain-Démocrate                                                                            | Élu en 1814. Réélu en 1816. Réélu en 1818.                                                       |                                                                                                  |         |
| 17e     | 4 mars 1821 - 3 décembre 1821 | Les élections ont eu lieu en avril 1821. Il n'est pas clair quand les résultats furent annoncés. | Les élections ont eu lieu en avril 1821. Il n'est pas clair quand les résultats furent annoncés. | Les élections ont eu lieu en avril 1821. Il n'est pas clair quand les résultats furent annoncés. | Les élections ont eu lieu en avril 1821. Il n'est pas clair quand les résultats furent annoncés. | Les élections ont eu lieu en avril 1821. Il n'est pas clair quand les résultats furent annoncés. | Les élections ont eu lieu en avril 1821. Il n'est pas clair quand les résultats furent annoncés. | Les élections ont eu lieu en avril 1821. Il n'est pas clair quand les résultats furent annoncés. |         |
| 17e     | 3 décembre 1821 - 3 mars 1823 | Churchill C. Cambreleng (en)                                                                     | Républicain-Démocrate                                                                            | Élu en 1821. Redécoupage vers le 3e district.                                                    |                                                                                                  | John J. Morgan (en)                                                                              | Républicain-Démocrate                                                                            | Élu en 1821. Redécoupage vers le 3e district.                                                    |         |

### 1823 - Présent: Un Siège
| Membre                     | Parti                 | Années                              | Congrès        | Histoire électorale | Zone géographique                      |
| -------------------------- | --------------------- | ----------------------------------- | -------------- | --- | -------------------------------------- |
| Jacob Tyson (en)           | Républicain-Démocrate | 4 mars 1823 - 3 mars 1825           | 18e            | Élu en 1822. | 1823–1833 Parties du Comté de Kings    |
| Joshua Sands (en)          | Anti-Jacksonien       | 4 mars 1825 - 3 mars 1827           | 19e            | Élu en 1824. | 1823–1833 Parties du Comté de Kings    |
| John J. Wood (en)          | Jacksonien (en)       | 4 mars 1827 - 3 mars 1829           | 20             | Élu en 1826. | 1823–1833 Parties du Comté de Kings    |
| Jacob Crocheron (en)       | Jacksonien (en)       | 4 mars 1829 - 3 mars 1831           | 21e            | Élu en 1828. | 1823–1833 Parties du Comté de Kings    |
| John T. Bergen (en)        | Jacksonien (en)       | 4 mars 1831 - 3 mars 1833           | 22e            | Élu en 1830. | 1823–1833 Parties du Comté de Kings    |
| Isaac Van Houten (en)      | Jacksonien (en)       | 4 mars 1833 - 3 mars 1835           | 23e            | Élu en 1832. | 1833–1843 Parties du Comté de King     |
| Samuel Barton (en)         | Jacksonien (en)       | 4 mars 1835 - 3 mars 1837           | 24e            | Élu en 1834. | 1833–1843 Parties du Comté de King     |
| Abraham Vanderveer (en)    | Démocrate             | 4 mars 1837 - 3 mars 1839           | 25e            | Élu en 1836. | 1833–1843 Parties du Comté de King     |
| James De la Motanya (en)   | Démocrate             | 4 mars 1839 - 3 mars 1841           | 26e            | Élu en 1838. | 1833–1843 Parties du Comté de King     |
| Joseph Egbert (en)         | Démocrate             | 4 mars 1841 - 3 mars 1843           | 27e            | Élu en 1840. | 1833–1843 Parties du Comté de King     |
| Henry C. Murphy (en)       | Démocrate             | 4 mars 1843 - 3 mars 1845           | 28e            | Élu en 1844. | 1843–1853 Parties du Comté de King     |
| Henry J. Seaman (en)       | Know Nothing          | 4 mars 1845 - 3 mars 1847           | 29e            | Élu en 1844. | 1843–1853 Parties du Comté de King     |
| Henry C. Murphy (en)       | Démocrate             | 4 mars 1847 - 3 mars 1849           | 30e            | Élu en 1846. | 1843–1853 Parties du Comté de King     |
| David A. Bokee (en)        | Whig                  | 4 mars 1849 - 3 mars 1851           | 31e            | Élu en 1848. | 1843–1853 Parties du Comté de King     |
| Obadiah Bowne (en)         | Whig                  | 4 mars 1851 - 3 mars 1853           | 32e            | Élu en 1850. | 1843–1853 Parties du Comté de King     |
| Thomas W. Cumming (en)     | Démocrate             | 4 mars 1853 - 3 mars 1855           | 33e            | Élu en 1852. | 1853–1863 Parties du Comté de King     |
| James S. T. Stranahan (en) | Opposition Party (en) | 4 mars 1855 - 3 mars 1857           | 34e            | Élu en 1854. | 1853–1863 Parties du Comté de King     |
| George Taylor (en)         | Démocrate             | 4 mars 1857 - 3 mars 1859           | 35e            | Élu en 1856. | 1853–1863 Parties du Comté de King     |
| James Humphrey (en)        | Républicain           | 4 mars 1859 - 3 mars 1861           | 36e            | Élu en 1858. | 1853–1863 Parties du Comté de King     |
| Moses F. Odell (en)        | Démocrate             | 4 mars 1861 - 3 mars 1863           | 37e            | Élu en 1860. | 1853–1863 Parties du Comté de King     |
| Martin Kalbfleisch (en)    | Démocrate             | 4 mars 1863 - 3 mars 1865           | 38e            | Élu en 1862. | 1863–1873 Parties du Comté de King     |
| Teunis G. Bergen (en)      | Démocrate             | 4 mars 1865 - 3 mars 1867           | 39e            | Élu en 1864. | 1863–1873 Parties du Comté de King     |
| Demas Barnes (en)          | Démocrate             | 4 mars 1867 - 3 mars 1869           | 40e            | Élu en 1866. | 1863–1873 Parties du Comté de King     |
| John G. Schumaker (en)     | Démocrate             | 4 mars 1869 - 3 mars 1871           | 41e            | Élu en 1868. | 1863–1873 Parties du Comté de King     |
| Thomas Kinsella (en)       | Démocrate             | 4 mars 1871 - 3 mars 1873           | 42e            | Élu en 1870. | 1863–1873 Parties du Comté de King     |
| John G. Schumaker (en)     | Démocrate             | 4 mars 1873 - 3 mars 1877           | 43e , 44e      | Élu en 1872. Réélu en 1874. | 1873–1883 Parties du Comté de King     |
| William D. Veeder (en)     | Démocrate             | 4 mars 1877 - 3 mars 1879           | 45e            | Élu en 1876. | 1873–1883 Parties du Comté de King     |
| Daniel O'Reilly (en)       | Démocrate             | 4 mars 1879 - 3 mars 1881           | 46e            | Élu en 1878. | 1873–1883 Parties du Comté de King     |
| William E. Robinson (en)   | Démocrate             | 4 mars 1881 - 3 mars 1885           | 47e , 48e      | Élu en 1880. Réélu en 1882. | 1873–1883 Parties du Comté de King     |
| William E. Robinson (en)   | Démocrate             | 4 mars 1881 - 3 mars 1885           | 47e , 48e      | Élu en 1880. Réélu en 1882. | 1883–1885 Parties du Comté de King     |
| Felix Campbell (en)        | Démocrate             | 4 mars 1885 - 3 mars 1891           | 49e - 51e      | Redécoupage depuis le 4e district et réélu en 1884. Réélu en 1886. Réélu en 1888.                                                                                    | 1885–1893 Parties du Comté de King     |
| David A. Boody (en)        | Démocrate             | 4 mars 1891 - 13 octobre 1891       | 52e            | Élu en 1890. Démissionne pour devenir Commissaire aux Chemins de Fer de l'État de New York.                                                                          | 1885–1893 Parties du Comté de King     |
| Vacant                     | Vacant                | 13 octobre 1891 - 3 novembre 1891   | 52e            | | 1885–1893 Parties du Comté de King     |
| Alfred C. Chapin (en)      | Démocrate             | 3 novembre 1891 - 16 novembre 1892  | 52e            | Élu pour terminer le mandat de Boody. Démissionne. | 1885–1893 Parties du Comté de King     |
| Vacant                     | Vacant                | 16 novembre 1892 - 3 mars 1893      | 52e            | | 1885–1893 Parties du Comté de King     |
| John M. Clancy (en)        | Démocrate             | 4 mars 1893 - 3 mars 1895           | 53e            | Redécoupage depuis le 4e district et réélu en 1892. | 1893–1903 Parties du Comté de King     |
| Denis M. Hurley (en)       | Républicain           | 4 mars 1895 - 26 février 1899       | 54e , 55e      | Élu en 1894. Réélu en 1896. Décès. | 1893–1903 Parties du Comté de King     |
| Vacant                     | Vacant                | 26 février 1899 - 3 mars 1899       | 55e            | | 1893–1903 Parties du Comté de King     |
| John J. Fitzgerald (en)    | Démocrate             | 4 mars 1899 - 3 mars 1903           | 56e , 57e      | Élu en 1898. Réélu en 1900. Redécoupage vers le 7e district. | 1893–1903 Parties du Comté de King     |
| George H. Lindsay (en)     | Démocrate             | 4 mars 1903 - 3 mars 1913           | 58e - 62e      | Redécoupage depuis le 6e district et réélu en 1902. Réélu en 1904. Réélu en 1906. Réélu en 1908. Réélu en 1910.                                                      | 1903–1913 Parties du Comté de King     |
| Denis O'Leary (en)         | Démocrate             | 4 mars 1913 - 31 décembre 1914      | 63e            | Élu en 1912. Démissionne. | 1913–1933 Parties du Comté de Queens   |
| Vacant                     | Vacant                | 31 décembre 1914 - 3 mars 1915      | 63e            | | 1913–1933 Parties du Comté de Queens   |
| C. Pope Caldwell (en)      | Démocrate             | 4 mars 1915 - 3 mars 1921           | 64e - 66e      | Élu en 1914. Réélu en 1916. Réélu en 1918. | 1913–1933 Parties du Comté de Queens   |
| John J. Kindred (en)       | Démocrate             | 4 mars 1921 - 3 mars 1929           | 67e - 70e      | Élu en 1920. Réélu en 1922. Réélu en 1924. Réélu en 1926. | 1913–1933 Parties du Comté de Queens   |
| William F. Brunner (en)    | Démocrate             | 4 mars 1929 - 27 septembre 1935     | 71e - 74e      | Élu en 1928. Réélu en 1930. Réélu en 1932. Réélu en 1934. Démissionne lorsqu'élu Sheriff du Comté de Queens.                                                         | 1913–1933 Parties du Comté de Queens   |
| William F. Brunner (en)    | Démocrate             | 4 mars 1929 - 27 septembre 1935     | 71e - 74e      | Élu en 1928. Réélu en 1930. Réélu en 1932. Réélu en 1934. Démissionne lorsqu'élu Sheriff du Comté de Queens.                                                         | 1933–1945 Parties du Comté de Queens   |
| Vacant                     | Vacant                | 27 septembre 1935 - 5 novembre 1935 | 74e            | |                                        |
| William B. Barry (en)      | Démocrate             | 5 novembre 1935 - 3 janvier 1945    | 74-7874e - 78e | Élu pour terminer le mandat de Brunner. Réélu en 1936. Réélu en 1938. Réélu en 1940. Réélu en 1942. Redécoupage vers le 4edistrict.                                  |                                        |
| Leonard W. Hall            | Républicain           | 3 janvier 1945 - 31 décembre 1952   | 79e - 82e      | Redécoupage depuis le 1er district et réélu en 1944. Réélu en 1946. Réélu en 1948. Réélu en 1950. Démissionne pour devenir Président du Comité National Républicain. | 1945–1953 Parties du Comté de Nassau   |
| Vacant                     | Vacant                | 31 décembre 1952 - 3 janvier 1953   | 82e            | | 1945–1953 Parties du Comté de Nassau   |
| Steven Derounian (en)      | Républicain           | 3 janvier 1953 - 3 janvier 1963     | 83e - 87e      | Élu en 1952. Réélu en 1954. Réélu en 1956. Réélu en 1958. Réélu en 1960. Redécoupage vers le 3e district.                                                            | 1953–1963 Parties du Comté de Nassau   |
| James R. Grover Jr. (en)   | Républicain           | 3 janvier 1963 - 3 janvier 1975     | 88e - 93e      | Élu en 1962. Réélu en 1964. Réélu en 1966. Réélu en 1968. Réélu en 1970. Réélu en 1972. Perd sa réélection.                                                          | 1963–1973 Parties de Nassau et Suffolk |
| James R. Grover Jr. (en)   | Républicain           | 3 janvier 1963 - 3 janvier 1975     | 88e - 93e      | Élu en 1962. Réélu en 1964. Réélu en 1966. Réélu en 1968. Réélu en 1970. Réélu en 1972. Perd sa réélection.                                                          | 1973–1983 Parties de Suffolk           |
| Thomas J. Downey (en)      | Démocrate             | 3 janvier 1975 - 3 janvier 1993     | 94e - 102e     | Élu en 1974. Réélu en 1976. Réélu en 1978. Réélu en 1980. Réélu en 1982. Réélu en 1984. Réélu en 1986. Réélu en 1988. Réélu en 1990. Perd sa réélection.             |                                        |
| Thomas J. Downey (en)      | Démocrate             | 3 janvier 1975 - 3 janvier 1993     | 94e - 102e     | Élu en 1974. Réélu en 1976. Réélu en 1978. Réélu en 1980. Réélu en 1982. Réélu en 1984. Réélu en 1986. Réélu en 1988. Réélu en 1990. Perd sa réélection.             | 1983–1993 Parties de Suffolk           |
| Rick Lazio (en)            | Républicain           | 3 janvier 1993 - 3 janvier 2001     | 103e - 106e    | Élu en 1992. Réélu en 1994. Réélu en 1996. Réélu en 1998. Retrait pour se présenter comme Sénateur des États-Unis.                                                   | 1993 – 2003 Parties de Suffolk         |
| Steve Israel               | Démocrate             | 3 janvier 2001 - 3 janvier 2013     | 107e - 112e    | Élu en 2000. Réélu en 2002. Réélu en 2004. Réélu en 2006. Réélu en 2008. Réélu en 2010. Redécoupage vers le 3e district.                                             | 1993 – 2003 Parties de Suffolk         |
| Steve Israel               | Démocrate             | 3 janvier 2001 - 3 janvier 2013     | 107e - 112e    | Élu en 2000. Réélu en 2002. Réélu en 2004. Réélu en 2006. Réélu en 2008. Réélu en 2010. Redécoupage vers le 3e district.                                             | 2003–2013 Parties de Nassau et Suffolk |
| Peter T. King              | Républicain           | 3 janvier 2013 - 3 janvier 2021     | 113e - 116e    | Redécoupage depuis le 3e district et réélu en 2012. Réélu en 2014. Réélu en 2016. Réélu en 2018. Retrait.                                                            | 2013–2023 Parties de Nassau et Suffolk |
| Andrew Garbarino           | Républicain           | 3 janvier 2021 - Présent            | 117e , 118e    | Élu en 2020. Réélu en 2022. | 2013–2023 Parties de Nassau et Suffolk |
| Andrew Garbarino           | Républicain           | 3 janvier 2021 - Présent            | 117e , 118e    | Élu en 2020. Réélu en 2022. | 2023–2025 Parties de Nassau et Suffolk |

## Résultats des récentes élections[1],[2],[3]
Voici les résultats des dix précédents cycles électoraux dans le district.

### 2004
| Élection de 2004 du 2e district congressionnel de New York | Élection de 2004 du 2e district congressionnel de New York | Élection de 2004 du 2e district congressionnel de New York | Élection de 2004 du 2e district congressionnel de New York | Élection de 2004 du 2e district congressionnel de New York |
| ---------------------------------------------------------- | ---------------------------------------------------------- | ---------------------------------------------------------- | ---------------------------------------------------------- | ---------------------------------------------------------- |
| Parti                                                      | Parti                                                      | Candidat                                                   | Votes                                                      | %                                                          |
|                                                            | Démocrate                                                  | Steve Israel (sortant)                                     | 161 593                                                    | 57,0                                                       |
|                                                            | Républicain                                                | Richard Hoffman                                            | 80 950                                                     | 28,6                                                       |
|                                                            | Autres                                                     | Autres                                                     | 40 937                                                     | 14,4                                                       |
| Total des votes                                            | Total des votes                                            | Total des votes                                            | 283 480                                                    | 100 %                                                      |
|                                                            | Les Démocrates conservent                                  |                                                            |                                                            |                                                            |

### 2006
| Élection de 2006 du 2e district congressionnel de New York | Élection de 2006 du 2e district congressionnel de New York | Élection de 2006 du 2e district congressionnel de New York | Élection de 2006 du 2e district congressionnel de New York | Élection de 2006 du 2e district congressionnel de New York |
| ---------------------------------------------------------- | ---------------------------------------------------------- | ---------------------------------------------------------- | ---------------------------------------------------------- | ---------------------------------------------------------- |
| Parti                                                      | Parti                                                      | Candidat                                                   | Votes                                                      | %                                                          |
|                                                            | Démocrate                                                  | Steve Israel (sortant)                                     | 105 276                                                    | 64,4                                                       |
|                                                            | Républicain                                                | John Bugler                                                | 44 212                                                     | 27,0                                                       |
|                                                            | Autres                                                     | Autres                                                     | 14 101                                                     | 8,6                                                        |
| Total des votes                                            | Total des votes                                            | Total des votes                                            | 163 589                                                    | 100 %                                                      |
|                                                            | Les Démocrates conservent                                  |                                                            |                                                            |                                                            |

### 2008
| Élection de 2008 du 2e district congressionnel de New York | Élection de 2008 du 2e district congressionnel de New York | Élection de 2008 du 2e district congressionnel de New York | Élection de 2008 du 2e district congressionnel de New York | Élection de 2008 du 2e district congressionnel de New York |
| ---------------------------------------------------------- | ---------------------------------------------------------- | ---------------------------------------------------------- | ---------------------------------------------------------- | ---------------------------------------------------------- |
| Parti                                                      | Parti                                                      | Candidat                                                   | Votes                                                      | %                                                          |
|                                                            | Démocrate                                                  | Steve Israel (sortant)                                     | 161 279                                                    | 66,9                                                       |
|                                                            | Républicain                                                | Frank Stalzer                                              | 79 641                                                     | 33,1                                                       |
|                                                            | Autres                                                     | Autres                                                     | 12                                                         | 0                                                          |
| Total des votes                                            | Total des votes                                            | Total des votes                                            | 240 932                                                    | 100 %                                                      |
|                                                            | Les Démocrates conservent                                  |                                                            |                                                            |                                                            |

### 2010
| Élection de 2010 du 2e district congressionnel de New York | Élection de 2010 du 2e district congressionnel de New York | Élection de 2010 du 2e district congressionnel de New York | Élection de 2010 du 2e district congressionnel de New York | Élection de 2010 du 2e district congressionnel de New York |
| ---------------------------------------------------------- | ---------------------------------------------------------- | ---------------------------------------------------------- | ---------------------------------------------------------- | ---------------------------------------------------------- |
| Parti                                                      | Parti                                                      | Candidat                                                   | Votes                                                      | %                                                          |
|                                                            | Démocrate                                                  | Steve Israel (sortant)                                     | 94 694                                                     | 56,3                                                       |
|                                                            | Républicain                                                | John B. Gomez                                              | 72 115                                                     | 42,9                                                       |
|                                                            | Constitution                                               | Anthony Tolda                                              | 1 258                                                      | 0,7                                                        |
|                                                            | Autres                                                     | Autres                                                     | 30                                                         | 0                                                          |
| Total des votes                                            | Total des votes                                            | Total des votes                                            | 168 097                                                    | 100 %                                                      |
|                                                            | Les Démocrates conservent                                  |                                                            |                                                            |                                                            |

### 2012
| Élection de 2010 du 2e district congressionnel de New York | Élection de 2010 du 2e district congressionnel de New York | Élection de 2010 du 2e district congressionnel de New York | Élection de 2010 du 2e district congressionnel de New York | Élection de 2010 du 2e district congressionnel de New York |
| ---------------------------------------------------------- | ---------------------------------------------------------- | ---------------------------------------------------------- | ---------------------------------------------------------- | ---------------------------------------------------------- |
| Parti                                                      | Parti                                                      | Candidat                                                   | Votes                                                      | %                                                          |
|                                                            | Républicain                                                | Peter T. King (sortant)                                    | 142 309                                                    | 58,6                                                       |
|                                                            | Démocrate                                                  | Vivianne Falcone                                           | 100 545                                                    | 41,4                                                       |
|                                                            | Autres                                                     | Autres                                                     | 89                                                         | 0                                                          |
| Total des votes                                            | Total des votes                                            | Total des votes                                            | 242 943                                                    | 100 %                                                      |
|                                                            | Les Républicains prennent aux Démocrates                   |                                                            |                                                            |                                                            |

### 2014
| Élection de 2014 du 2e district congressionnel de New York | Élection de 2014 du 2e district congressionnel de New York | Élection de 2014 du 2e district congressionnel de New York | Élection de 2014 du 2e district congressionnel de New York | Élection de 2014 du 2e district congressionnel de New York |
| ---------------------------------------------------------- | ---------------------------------------------------------- | ---------------------------------------------------------- | ---------------------------------------------------------- | ---------------------------------------------------------- |
| Parti                                                      | Parti                                                      | Candidat                                                   | Votes                                                      | %                                                          |
|                                                            | Républicain                                                | Peter T. King (sortant)                                    | 95 177                                                     | 68,3                                                       |
|                                                            | Démocrate                                                  | Patricia M. Maher                                          | 41 814                                                     | 30,0                                                       |
|                                                            | Vert                                                       | William D. Stevenson                                       | 2 281                                                      | 1,6                                                        |
|                                                            | Autres                                                     | Autres                                                     | 58                                                         | 0                                                          |
| Total des votes                                            | Total des votes                                            | Total des votes                                            | 139 330                                                    | 100 %                                                      |
|                                                            | Les Républicains conservent                                |                                                            |                                                            |                                                            |

### 2016
| Élection de 2016 du 2e district congressionnel de New York | Élection de 2016 du 2e district congressionnel de New York | Élection de 2016 du 2e district congressionnel de New York | Élection de 2016 du 2e district congressionnel de New York | Élection de 2016 du 2e district congressionnel de New York |
| ---------------------------------------------------------- | ---------------------------------------------------------- | ---------------------------------------------------------- | ---------------------------------------------------------- | ---------------------------------------------------------- |
| Parti                                                      | Parti                                                      | Candidat                                                   | Votes                                                      | %                                                          |
|                                                            | Républicain                                                | Peter T. King (sortant)                                    | 181 506                                                    | 62,1                                                       |
|                                                            | Démocrate                                                  | DuWayne Gregory                                            | 110 938                                                    | 37,9                                                       |
| Total des votes                                            | Total des votes                                            | Total des votes                                            | 292 444                                                    | 100 %                                                      |
|                                                            | Les Républicains conservent                                |                                                            |                                                            |                                                            |

### 2018
| Élection de 2018 du 2e district congressionnel de New York | Élection de 2018 du 2e district congressionnel de New York | Élection de 2018 du 2e district congressionnel de New York | Élection de 2018 du 2e district congressionnel de New York | Élection de 2018 du 2e district congressionnel de New York |
| ---------------------------------------------------------- | ---------------------------------------------------------- | ---------------------------------------------------------- | ---------------------------------------------------------- | ---------------------------------------------------------- |
| Parti                                                      | Parti                                                      | Candidat                                                   | Votes                                                      | %                                                          |
|                                                            | Républicain                                                | Peter T. King (sortant)                                    | 128 078                                                    | 53,1                                                       |
|                                                            | Démocrate                                                  | Liuba Grechen Shirley                                      | 113 074                                                    | 46,9                                                       |
| Total des votes                                            | Total des votes                                            | Total des votes                                            | 241 152                                                    | 100 %                                                      |
|                                                            | Les Républicains conservent                                |                                                            |                                                            |                                                            |

### 2020
| Élection de 2020 du 2e district congressionnel de New York | Élection de 2020 du 2e district congressionnel de New York | Élection de 2020 du 2e district congressionnel de New York | Élection de 2020 du 2e district congressionnel de New York | Élection de 2020 du 2e district congressionnel de New York |
| ---------------------------------------------------------- | ---------------------------------------------------------- | ---------------------------------------------------------- | ---------------------------------------------------------- | ---------------------------------------------------------- |
| Parti                                                      | Parti                                                      | Candidat                                                   | Votes                                                      | %                                                          |
|                                                            | Républicain                                                | Andrew Garbarino                                           | 177 379                                                    | 52,9                                                       |
|                                                            | Démocrate                                                  | Jackie Gordon                                              | 154 246                                                    | 46,0                                                       |
|                                                            | Vert                                                       | Harry Burger                                               | 3 448                                                      | 1,0                                                        |
|                                                            | Autres                                                     | Autres                                                     | 90                                                         | 0                                                          |
| Total des votes                                            | Total des votes                                            | Total des votes                                            | 335 163                                                    | 100 %                                                      |
|                                                            | Les Républicains conservent                                |                                                            |                                                            |                                                            |

### 2022
La Primaire Démocrate a été annulée. Jackie Gordon (D) avance vers l'Élection Générale.
| Primaire Républicaine de 2022 du 2e district congressionnel de New York | Primaire Républicaine de 2022 du 2e district congressionnel de New York | Primaire Républicaine de 2022 du 2e district congressionnel de New York | Primaire Républicaine de 2022 du 2e district congressionnel de New York | Primaire Républicaine de 2022 du 2e district congressionnel de New York |
| ----------------------------------------------------------------------- | ----------------------------------------------------------------------- | ----------------------------------------------------------------------- | ----------------------------------------------------------------------- | ----------------------------------------------------------------------- |
| Parti                                                                   | Parti                                                                   | Candidat                                                                | Votes                                                                   | %                                                                       |
|                                                                         | Républicain                                                             | Andrew Garbarino (sortant)                                              | 9 902                                                                   | 52,5                                                                    |
|                                                                         | Républicain                                                             | Robert Cornicelli                                                       | 7 250                                                                   | 38,5                                                                    |
|                                                                         | Républicain                                                             | Mike Rakebrandt                                                         | 1 622                                                                   | 8,6                                                                     |

| Élection de 2022 du 2e district congressionnel de New York | Élection de 2022 du 2e district congressionnel de New York | Élection de 2022 du 2e district congressionnel de New York | Élection de 2022 du 2e district congressionnel de New York | Élection de 2022 du 2e district congressionnel de New York |
| ---------------------------------------------------------- | ---------------------------------------------------------- | ---------------------------------------------------------- | ---------------------------------------------------------- | ---------------------------------------------------------- |
| Parti                                                      | Parti                                                      | Candidat                                                   | Votes                                                      | %                                                          |
|                                                            | Républicain                                                | Andrew Garbarino (sortant)                                 | 151 178                                                    | 60,7                                                       |
|                                                            | Démocrate                                                  | Jackie Gordon                                              | 97 774                                                     | 39,3                                                       |
|                                                            | Autres                                                     | Autres                                                     | 80                                                         | 0,0                                                        |
| Total des votes                                            | Total des votes                                            | Total des votes                                            | 249 032                                                    | 100 %                                                      |
|                                                            | Les Républicains conservent                                |                                                            |                                                            |                                                            |

### 2024
Les Primaires Républicaines et Démocrates ont été annulées. Andrew Garbarino (R-Sortant) et Rob Lubin (D) avancent vers l'Élection Générale.
| Élection de 2024 du 2e district congressionnel de New York | Élection de 2024 du 2e district congressionnel de New York | Élection de 2024 du 2e district congressionnel de New York | Élection de 2024 du 2e district congressionnel de New York | Élection de 2024 du 2e district congressionnel de New York |
| ---------------------------------------------------------- | ---------------------------------------------------------- | ---------------------------------------------------------- | ---------------------------------------------------------- | ---------------------------------------------------------- |
| Parti                                                      | Parti                                                      | Candidat                                                   | Votes                                                      | %                                                          |
|                                                            | Républicain                                                | Andrew Garbarino (sortant)                                 | TBD                                                        | TBD                                                        |
|                                                            | Démocrate                                                  | Rob Lubin                                                  | TBD                                                        | TBD                                                        |
| Total des votes                                            | Total des votes                                            | Total des votes                                            | TBD                                                        | 100 %                                                      |
|                                                            |                                                            |                                                            |                                                            |                                                            |